# Pomelo
Pomelo (Citrus maxima) er en citrusfrugt, normalt svagt grøn til gul, når den er moden. Pomelo kaldes også pompelmus, citronmelon eller shaddock efter en engelsk søkaptajn, kaptajn Shaddock, der introducerede den til Caribien i det 17. århundrede  fra det Indonesiske øhav. I Stillehavet og Asien er den kendt som jabong og på kinesisk kaldes den yòuzi (柚子).

## Beskrivelse
Frugten er 10 – 30 cm i diameter, med sødt kød og tyk og svampet skal. Frugtkødet er i farver fra klar bleggul til lyserød og rød. Det er den største citrusfrugt og kan veje så meget som 4800 G 

## Oprindelse
Pomelofrugten kommer oprindeligt fra Sydøstasien og Malaysia og vokser vildt på flodbredder i Fiji og Tonga. Den er formentlig blevet introduceret til Kina omkring år 100 f.Kr.. 
Grapefrugt er en hybrid mellem pomelofrugten og appelsin. Nogle gange sælges grapefrugt eller pomelo/grapefrugt-blandinger som "pomelo" eller "pummelo".

## Dyrkning
Den dyrkes meget i det sydlige Kina (Jiangsu, Jiangxi og Fujian provinserne) og særligt i det centrale Thailand på flodbredderne af Tha Chin floden. 
Desuden dyrkes Pomelo i Taiwan og det sydligste Japan, det sydlige Indien, Bangladesh, Vietnam, Malaysia, Indonesien, New Guinea og Tahiti. Den dyrkes også kommercielt andre steder, særligt i Californien og Israel.

## Anvendelse
Pomelo smager som en sød, mild grapefrugt. Skallen er tyk og bruges til at lave sukat og  marmelade.

## Billeder
- Pomelos
- Pomelo der er skåret ud.
- Pomeloens frugtkød.
- Pomelo på et træ.